# سولفامرازین
سولفامرازین(به انگلیسی: Sulfamerazine) یک ضد باکتری سولفونامیدی است. 

## سنتز

سنتز سولفامرازین: